# کنسرواتوار ملی جمهوری آذربایجان
کنسرواتوار ملی جمهوری آذربایجان (ترکی آذربایجانی: Azərbaycan Milli Konservatoriyası) یک مدرسه عالی موسیقی در جمهوری آذربایجان است، که در شهر باکو، پایتخت این کشور قرار دارد.

## تاریخچه
کنسرواتوار ملی جمهوری آذربایجان بر اساس فرمان حیدر علی‌اف، رئیس جمهوری وقت آذربایجان، مورخ ۱۳ ژوئن سال ۲۰۰۰ در شهر باکو به تأسیس رسید.
به موجب فرمان حیدر وی، «سیاوش کریمی اشراف»، هنرمند آذربایجانی، سکان هدایت کنسرواتوار را در دست گرفت. سال بعد، کالج موسیقی باکو و «دبیرستان هنری جمهوری» در این کنسرواتوار ادغام شدند. اساتید سابق و فعلی کنسرواتوار از سابقه چندساله و تخصص سرشار در زمینه‌های مختلف هنری از جمله رهبری ارکستر، آهنگسازی و خوانندگی برخوردارند. اغلب آن‌ها موسیقی‌دانان حرفه ای یا چهره‌های سرشناس هستند.

## قسمت‌ها
- بخش منابع انسانی[۴][۵]
- بخش جوانان و ورزش
- بخش روابط بین‌الملل
- قسمت پروژه‌ها
- قسمت علم و آموزش